# Fernando, Duque de Brisgóvia
Fernando Carlos Antonio José João Estanislau de Áustria-Este (em alemão:  Ferdinand Karl Anton Joseph Johann Stanislaus von Österreich) (Viena, 1 de junho de 1754 — Viena, 24 de dezembro de 1806) foi filho de Francisco I do Sacro Império Romano-Germânico e Maria Teresa da Áustria. Ele foi o fundador da Casa da Áustria-Este e o governador do Ducado de Milão entre 1771 e 1796. Ele também foi designado herdeiro do Ducado de Módena e Régio, mas nunca reinou em virtude das Guerras Napoleônicas.
Em 15 de outubro de 1771 Fernando casou com Maria Beatriz d'Este, filha (mas não herdeira devido à lei sálica) do futuro Duque Hércules III de Módena, e filha herdeira da Duquesa de Massa e Princesa de Carrara, Maria Teresa Cybo-Malaspina. Festas organizadas para esta ocasião incluíram as óperas Ascanio in Alba de Wolfgang Amadeus Mozart, e Il Ruggiero de Johann Adolph Hasse.
Em 1780, ano da morte de Maria Teresa, Fernando foi confirmado como governador da Lombardia por seu irmão, o imperador José II, que havia se tornado chefe da Casa da Áustria. 
Em 1796 a invasão de Milão por Napoleão Bonaparte forçou a família a fugir. Quando Hércules III morreu em 1803, Fernando sucedeu-lhe como Duque de Brisgau (Brisgóvia), bem como "Duque Titular" de Módena e Reggio. Pela Paz de Pressburg em 1805, Fernando cedeu o ducado de Brisgau ao Grão-ducado de Bade. Fernando morreu na véspera de natal do ano seguinte, em Viena. Em 1814, Francisco IV, seu filho sobrevivente mais velho e, portanto, seu herdeiro legítimo, foi, como tal, reconhecido Duque de Módena pelo Congresso de Viena. Maria Beatriz, por outro lado, foi restaurada como soberana do ducado de Massa e Carrara, no qual ela havia conseguido suceder sua mãe, pois a lei sálica não era aplicada no ducado em virtude de um decreto do imperador Carlos V de 1529.
Fernando teve com Maria Beatriz dez filhos:
- José (1772);
- Maria Teresa (1773-1832), casada com o rei Vítor Emanuel I da Sardenha, com descendência;
- Josefina (1775-1777);
- Maria Leopoldina (1776-1848), casada em primeiras núpcias com Carlos Teodoro da Baviera, sem descendência e, em segundas núpcias, com o conde Luís de Arco, com descendência;
- Francisco IV de Módena (1779-1846), casado com a princesa Maria Beatriz Vitória de Saboia, sua sobrinha (filha de Maria Teresa), com descendência;
- Fernando Carlos (1781-1850), não se casou;
- Maximiliano José (1782-1863), não se casou;
- Maria Antonia (1784-1786);
- Carlos Ambrósio (1785[1809), primaz da Hungria;
- Maria Luísa (1787-1816), casada com o imperador Francisco I da Áustria, suo primo, sem descendência.